# SN 2011in
SN 2011in – supernowa typu II odkryta 10 listopada 2011 roku w galaktyce NGC 2966. W momencie odkrycia miała maksymalną jasność 16,10m.